# Špilja u Pokriveniku
Špilja u Pokriveniku, prapovijesno nalazište na otoku Hvaru, kod Zastražišća, zaštićeno kulturno dobro.

## Opis
Prapovijesna špilja nalazi se u uvali Pokriveniku, na sjevernoj strani otoka Hvara. Ulaz u špilju visok je 20 m, a vidljiv je već na ulazu u uvalu. Špilja je duga 27 m., široka u glavnoj osi 11 m, a njena najveća visina iznosi 17,50 m. Glavna prostorija se prostire u pravcu istok – zapad. Tlo špilje je koso položeno. U sredini špilje se nalazi kameni blok visine i širine 2 m. na čijoj istočnoj strani je načinjena niša. U špilji su pronađene životinjske kosti, morski pužići, školjke, ulomci prapovijesne keramike tipa Hvar I, Hvar II, Hvar V, te dvije male i jedna velika sjekira vjerojatno kultni predmeti. Špilja je bila naseljena u razdoblju neolita i brončanog doba. Pripada hvarskoj kulturi.
Pod oznakom Z-4634 zavedena je kao nepokretno kulturno dobro - pojedinačno, pravna statusa zaštićena kulturnog dobra, klasificirano kao "arheološka baština ".